# Vechelde
Vechelde [fɛçɛlˌdə] ist eine Gemeinde mit 18.277 Einwohnern (Stand: 31. Dezember 2023) im niedersächsischen Landkreis Peine.

## Geographie

### Geographische Lage
Die Gemeinde Vechelde liegt im Übergangsbereich zwischen den Ausläufern des nördlichen Harzvorlandes und dem Norddeutschen Tiefland, linksseitig des Flusses Oker. Sie grenzt unmittelbar an die drei Städte Braunschweig, Salzgitter und Peine. Höchster Punkt der Gemeinde ist eine von Vallstedt westlich gelegene namenlose Erhebung mit einer Höhe von 100 m ü. NHN.

### Gemeindegliederung
Die Gemeinde besteht aus folgenden Ortsteilen:
- Alvesse
- Bettmar
- Bodenstedt
- Denstorf
- Fürstenau
- Groß Gleidingen
- Klein Gleidingen
- Köchingen
- Liedingen
- Sierße
- Sonnenberg
- Vallstedt
- Vechelade
- Vechelde
- Wahle
- Wedtlenstedt
- Wierthe

Luftbilder der Ortsteile
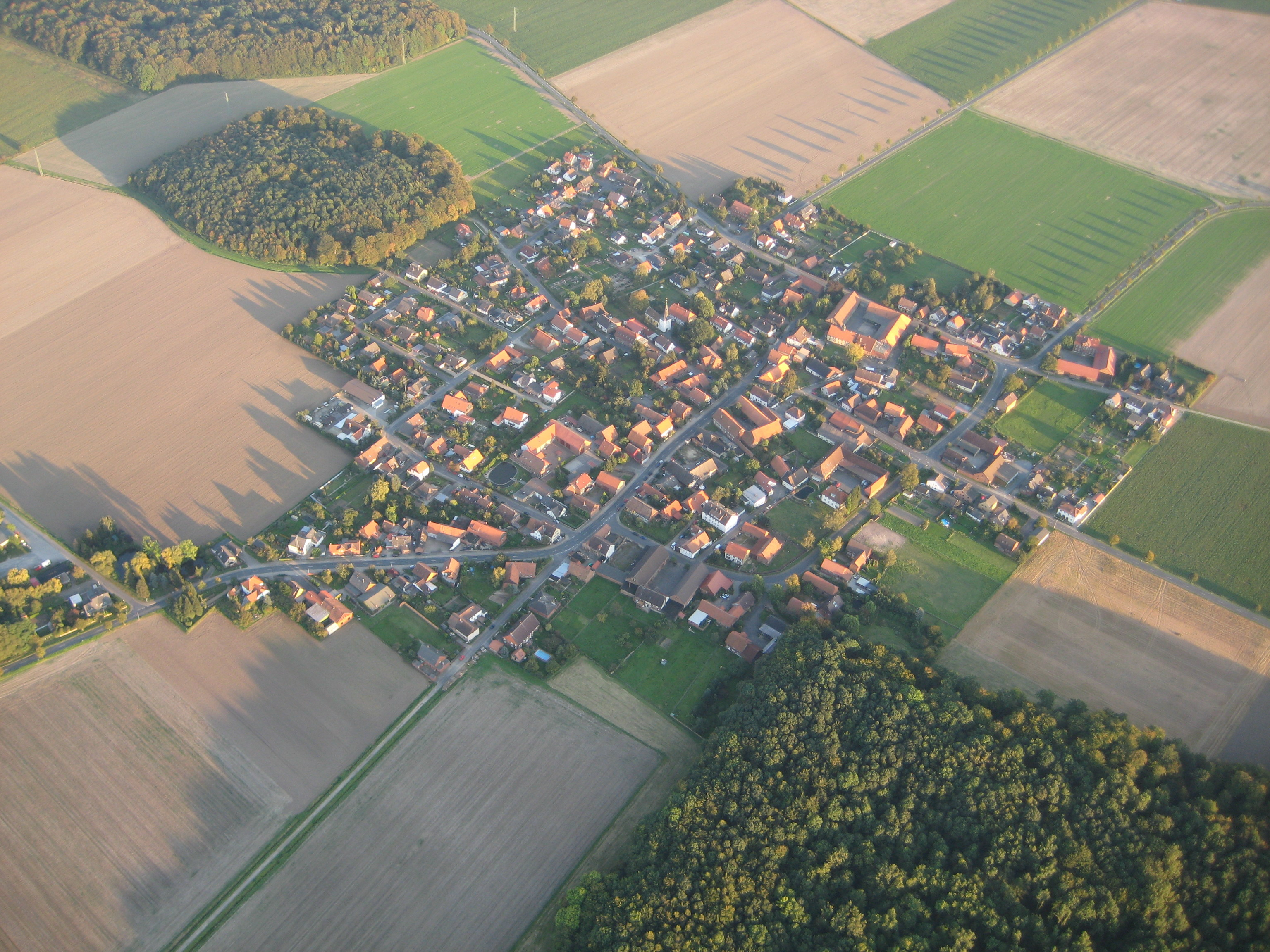
Bodenstedt
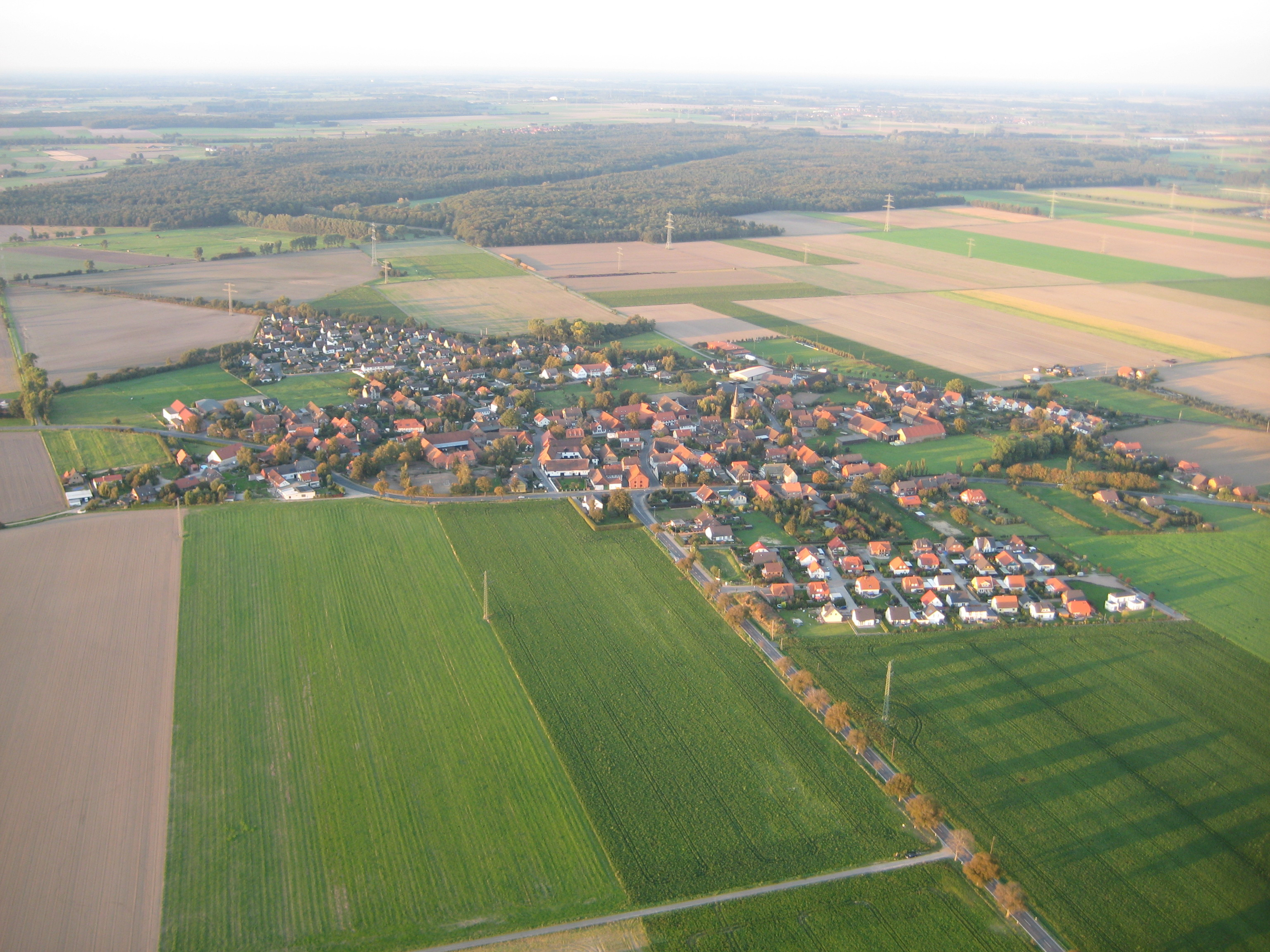
Sierße
Sonnenberg

### Nachbargemeinden
Die Nachbargemeinden von Vechelde sind:
| Peine   | Wendeburg                                   |              |
| Ilsede  | Kompassrose, die auf Nachbargemeinden zeigt | Braunschweig |
| Lengede |                                             | Salzgitter   |

### Klima
Vechelde liegt innerhalb der gemäßigten Breiten im Übergangsbereich zwischen ozeanisch und kontinental geprägten Gebieten.

Niederschlagsmittelwerte in der Gemeinde Vechelde 1961–1990 (Ortsteil Fürstenau)

## Geschichte
Bis zur Gebietsreform in Niedersachsen, die am 1. März 1974 stattfand, bestand die damalige Gemeinde Vechelde lediglich aus dem heutigen Ortsteil Vechelde. Im Zuge dieser Gebietsreform wurden die 17 Ortschaften Alvesse, Bettmar, Bodenstedt, Denstorf, Fürstenau, Groß Gleidingen, Klein Gleidingen, Köchingen, Liedingen, Sierße, Sonnenberg, Vallstedt, Vechelade, Vechelde, Wahle, Wedtlenstedt und Wierthe zur neugeschaffenen Einheitsgemeinde Vechelde zusammengefasst. Zu diesem Zeitpunkt hatte die Gemeinde etwa 12.900 Einwohner.
Zuvor bildeten die Orte selbstständige Gemeinden im Landkreis Braunschweig. Seit dessen Auflösung am 1. März 1974 gehören die Gemeinde und ihre Ortschaften zum Landkreis Peine.
Im Juli 2014 war Vechelde Ausrichter des Kulturfestes Tag der Braunschweigischen Landschaft.

## Einwohnerentwicklung
Zwischen 1974 und 2023 wuchs die Gemeinde von etwa 12.900 auf 18.277 um 5377 Einwohner (+42 %).
| Jahr | Einwohner | Quelle |
| ---- | --------- | ------ |
| 1975 | 12.748    | [ 3 ]  |
| 1976 | 12.571    | [ 3 ]  |
| 1977 | 12.613    | [ 3 ]  |
| 1978 | 12.594    | [ 3 ]  |
| 1980 | 12.764    | [ 3 ]  |
| 1985 | 13.692    | [ 3 ]  |
| 1990 | 14.585    | [ 3 ]  |
| 1995 | 15.005    | [ 3 ]  |
| 2000 | 16.095    | [ 3 ]  |
| 2005 | 16.230    | [ 3 ]  |

| Jahr | Einwohner | Quelle |
| ---- | --------- | ------ |
| 2010 | 16.094    | [ 3 ]  |
| 2012 | 16.014    | [ 4 ]  |
| 2013 | 16.264    | [ 4 ]  |
| 2014 | 16.353    | [ 4 ]  |
| 2015 | 16.738    | [ 3 ]  |
| 2016 | 16.925    | [ 3 ]  |
| 2017 | 17.071    | [ 3 ]  |
| 2018 | 17.247    | [ 3 ]  |
| 2019 | 17.584    | [ 3 ]  |
| 2020 | 17.938    | [ 3 ]  |

| Jahr | Einwohner | Quelle |
| ---- | --------- | ------ |
| 2021 | 18.158    | [ 3 ]  |
| 2023 | 18.277    | [ 3 ]  |

| Jahresdiagramm |
| -------------- |
|                |

## Politik

### Gemeinderat
Der Rat der Gemeinde Vechelde besteht aus 32 Ratsfrauen und Ratsherren. Dies ist die festgelegte Anzahl für eine Gemeinde mit einer Einwohnerzahl zwischen 15.001 und 20.000 Einwohnern. Die 32 Ratsmitglieder werden durch eine Kommunalwahl für jeweils fünf Jahre gewählt. Die aktuelle Amtszeit begann am 1. November 2021 und endet am 31. Oktober 2026.
Stimm- und sitzberechtigt im Rat ist außerdem der hauptamtliche Bürgermeister.
Die letzten Kommunalwahlen ergaben das folgende Ergebnis:
| Kommunalwahl       | SPD | CDU | Grüne | FDP | FW-PB | WVS | Gesamt   |
| ------------------ | --- | --- | ----- | --- | ----- | --- | -------- |
| 12. September 2021 | 13  | 12  | 4     | 2   | 1     | –   | 32 Sitze |
| 11. September 2016 | 17  | 10  | 4     | 1   | –     | –   | 32 Sitze |
| 11. September 2011 | 17  | 10  | 4     | –   | –     | 1   | 32 Sitze |
| 10. September 2006 | 17  | 12  | 2     | 1   | –     | –   | 32 Sitze |

### Bürgermeister
| Bürgermeister der Gemeinde Vechelde seit 1974 | Bürgermeister der Gemeinde Vechelde seit 1974 | Bürgermeister der Gemeinde Vechelde seit 1974 |
| --------------------------------------------- | --------------------------------------------- | --------------------------------------------- |
| 1974–1981                                     | Werner Kirschner                              | SPD                                           |
| 1981–1986                                     | Carl Lauenstein                               | CDU                                           |
| 1989–1996                                     | Heinz Otto Schoeck                            | CDU                                           |
| 1996–1998                                     | Horst Hartmann                                | SPD                                           |
| 1998–2014                                     | Hartmut Marotz                                | SPD                                           |
| 2014–2021                                     | Ralf Werner                                   | SPD                                           |
| 2021-Dato                                     | Tobias Grünert                                | CDU                                           |

Hauptamtlicher Bürgermeister ist Tobias Grünert (CDU). Er wurde bei den Kommunalwahlen im September 2021 gewählt und löste am 1. November 2021 den Amtsinhaber Ralf Werner (SPD) ab.
Bis 1998 blieben die politische Vertretung der Gemeinde und die Verwaltung voneinander getrennt: Ein ehrenamtlicher Bürgermeister als höchster Repräsentant der Gemeinde und ein hauptamtlicher Gemeindedirektor als Leiter der Verwaltung. Nach dem Niedersächsischen Kommunalverfassungsgesetz gibt es seit 1998 einen hauptamtlichen Bürgermeister, der auch Leiter der Verwaltung ist und unmittelbar durch die Einwohner der Gemeinde gewählt wird.

### Wappen

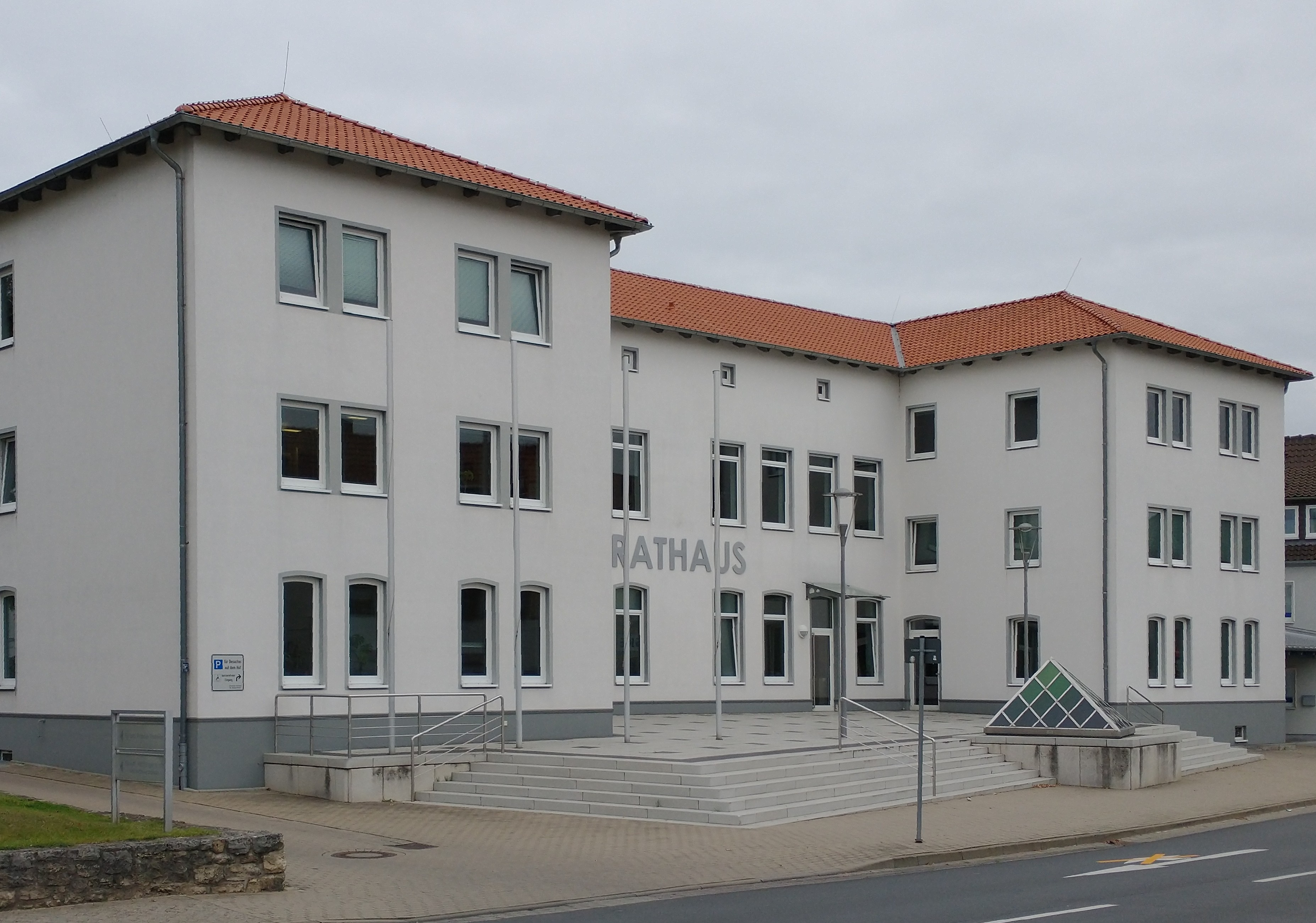
Rathaus Vechelde

| Wappen von Vechelde | Blasonierung: „In Blau ein goldener Schrägbalken, belegt mit drei roten Rosen mit goldenen Butzen.“ |
| Wappen von Vechelde | Wappenbegründung: Das Gemeindewappen ist eine farbliche Abwandlung des Wappens der Familie von Vechelde. Sie stammte aus dem Ort und geriet 1333 in Bedrängnis, als sie in eine Fehde um den Hildesheimer Bischofsstuhl verwickelt war. Der gefangengenommene Bernart von Vechelde musste in Hildesheim ein hohes Lösegeld zahlen, das die Geldmittel seiner Familie erschöpfte, die deshalb die Burg Vechelde nicht mehr halten konnte und nach Braunschweig zog, wo sie zu einem einflussreichen Patriziergeschlecht aufstieg und bis ins 19. Jahrhundert blühte. Ihr Wappen zeigte in Silber einen mit drei silbernen Rosen belegten schwarzen Schrägbalken. Die Gemeinde nahm den Schild der erloschenen Familie als Gemeindewappen an, jedoch in neuen Farben. In der Farbwahl Blau - Gold drückte sich die Anhänglichkeit an den Landkreis Braunschweig aus, zu dem Vechelde bis 1974 gehörte. Das Wappen wurde von dem Braunschweiger Heraldiker Wilhelm Krieg gestaltet, am 13. Juli 1965 vom Gemeinderat beschlossen und am 12. Januar 1966 durch den braunschweigischen Regierungspräsidenten genehmigt. Die am 1. Januar 1974 neugeschaffene Einheitsgemeinde Vechelde machte von der Möglichkeit Gebrauch und führte das Wappen der vorherigen Gemeinde Vechelde fort, dies wurde am 6. Mai 1975 durch den Gemeinderat beschlossen und am 31. Oktober 1975 durch den Kreis Peine genehmigt. |

Wappen der Samtgemeinde Vechelde (1968–1974)
| Wappen von Vechelde | Blasonierung: „In Gold ein blauer Wellenschrägbalken zwischen je einer roten Rose mit goldenem Butzen.“ |
| Wappen von Vechelde | Wappenbegründung: Das Wappen stellt eine Abwandlung des Wappens der Zentralgemeinde dar. Weil die Mitgliedsgemeinden zu beiden Seiten der Aue und am Mittellandkanal lagen, wandelte man den Schrägbalken des Vechelder Gemeindewappens in einen Wellenschrägbalken um, während die Farben die gleichen blieben, nur anders angeordnet. Die Samtgemeinde ging am 1. März 1974 in der neugebildeten Einheitsgemeinde auf. Das Wappen wurde von dem Braunschweiger Heraldiker Wilhelm Krieg gestaltet, am 6. November 1967 vom Samtgemeinderat beschlossen und am 26. März 1968 durch den braunschweigischen Regierungspräsidenten genehmigt. |

### Flagge und Dienstsiegel
Flagge: Die Flagge der Gemeinde Vechelde zeigt die Farben Blau und Gelb, in der Mitte das Wappen der Gemeinde Vechelde.
Dienstsiegel: Das Dienstsiegel enthält das Wappen der Gemeinde Vechelde und die Umschrift „Gemeinde Vechelde, Landkreis Peine“.

### Städtepartnerschaften
Die Gemeinde Vechelde unterhält Städtepartnerschaften mit:
- Valkeakoski in Finnland, seit 1976
- Biederitz in Deutschland, seit 1990
- Niemodlin in Polen, seit 2006

## Kultur und Sehenswürdigkeiten

### Tor der Ortschaften
Der 5,30 Meter hohe und 4,60 Meter breite Torbogen markiert den westlichen Ortseingang des Zentralortes, am ehemaligen Verlauf der Bundesstraße 1. Das Bauwerk wurde im Jahr 2013 errichtet und im Februar 2014 eingeweiht, zum Anlass des vierzigjährigen Bestehens der Gemeinde Vechelde.

### Jutetor
Das Eingangstor der ehemaligen Jutespinnerei ist heute Gedenkstätte für die Opfer des KZ-Außenlagers Vechelde.

### Schlosspark
Der 4,8 ha große Schlossgarten des ehemaligen Vechelder Schlosses wurde ursprünglich im 18. Jahrhundert angelegt. Heute gliedert er sich in ein im barocken Stil angelegtes Parterre mit Rondel und Rosenpflanzungen, einen Rasenteil und einen waldartigen Parkteil.

### Zeiträume Bodenstedt
In einem ehemaligen Bauernhof im Ortsteil Bodenstedt werden begehbare „Zeit-Räume“ im überlieferten Originalzustand präsentiert, mit kulturhistorisch und politisch bedeutsamen Hintergründen der letzten 130 Jahre.

Sehenswürdigkeiten
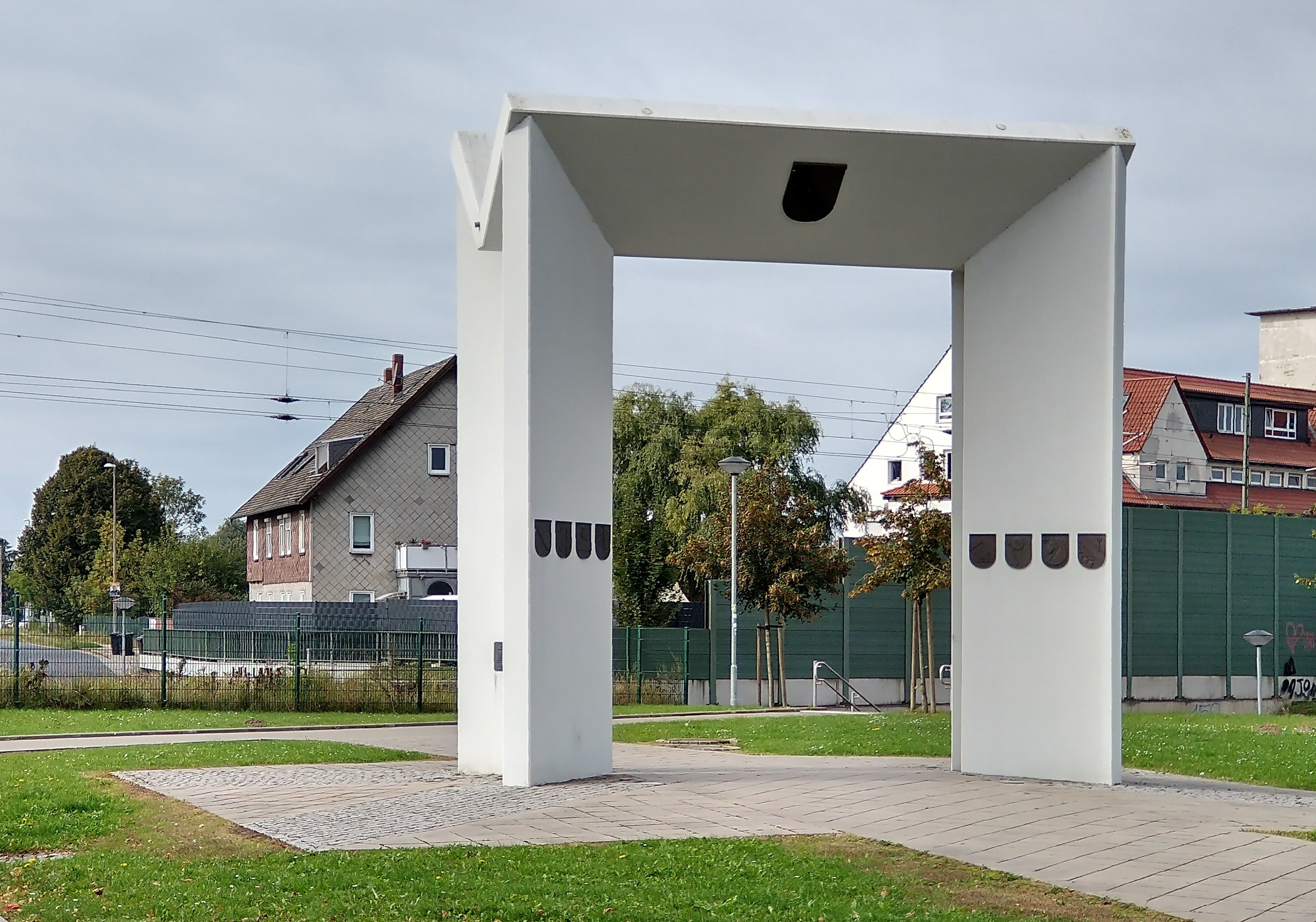
„Tor der Ortschaften“
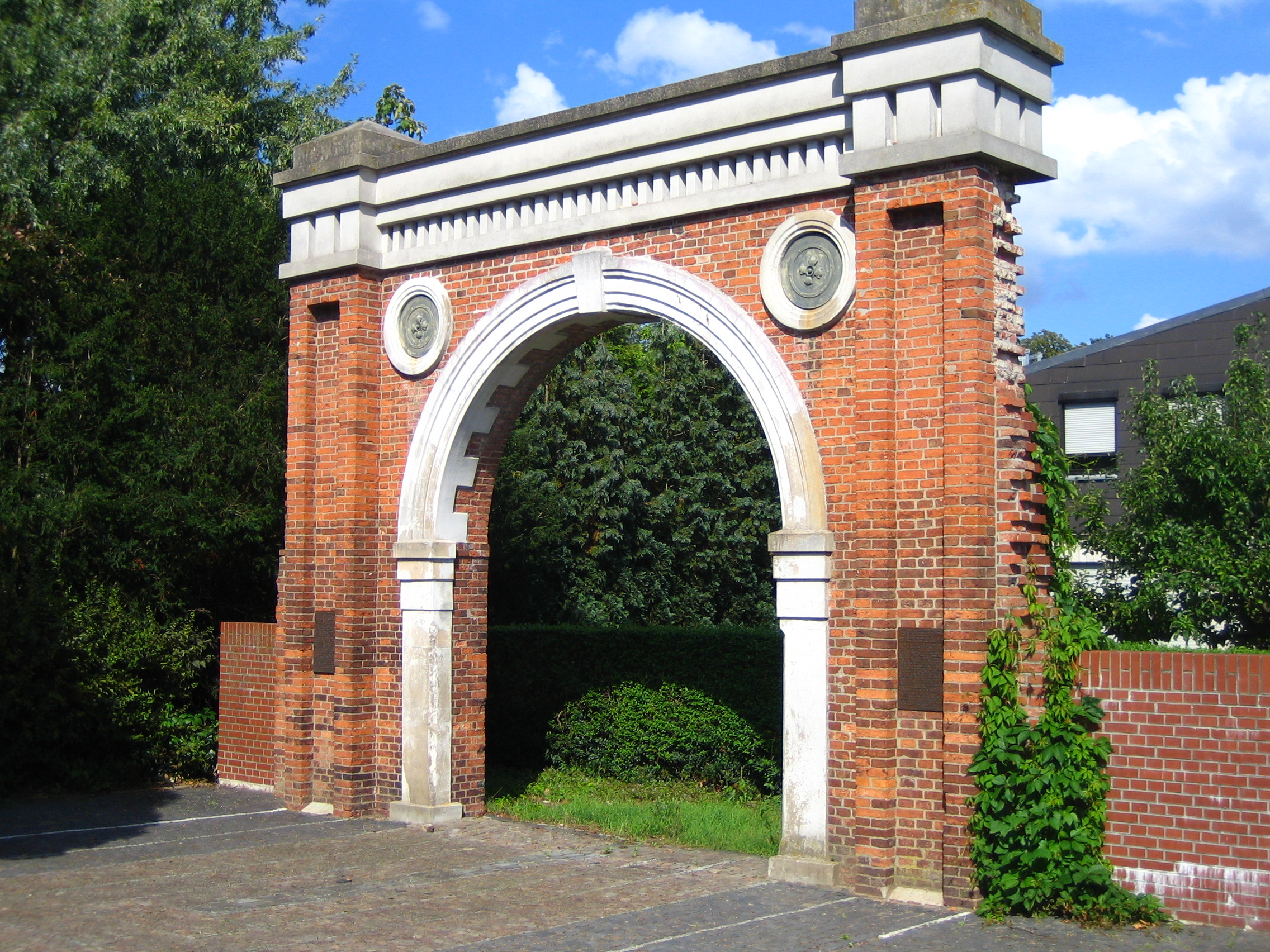
Das „Jutetor“
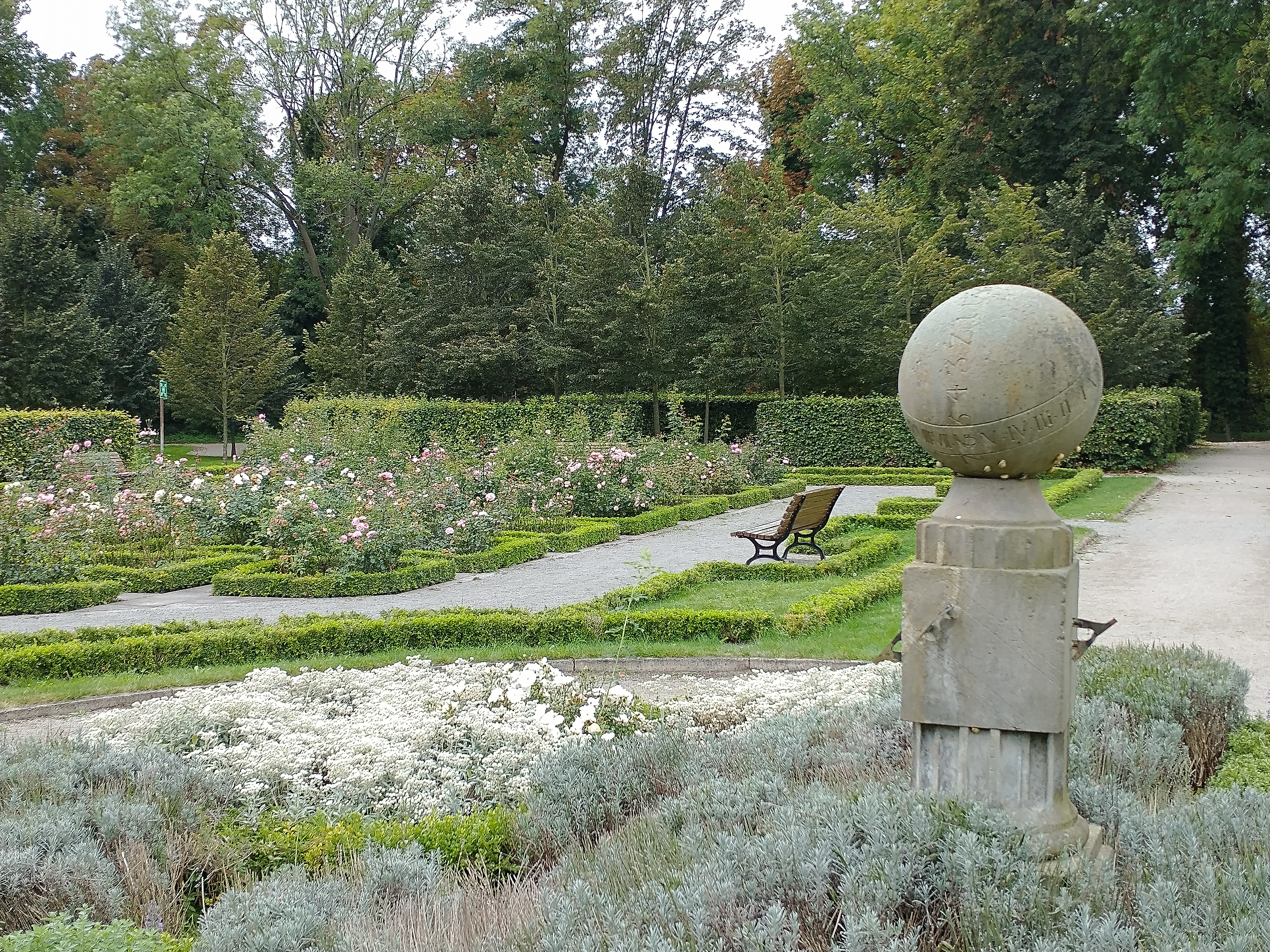
Schlosspark
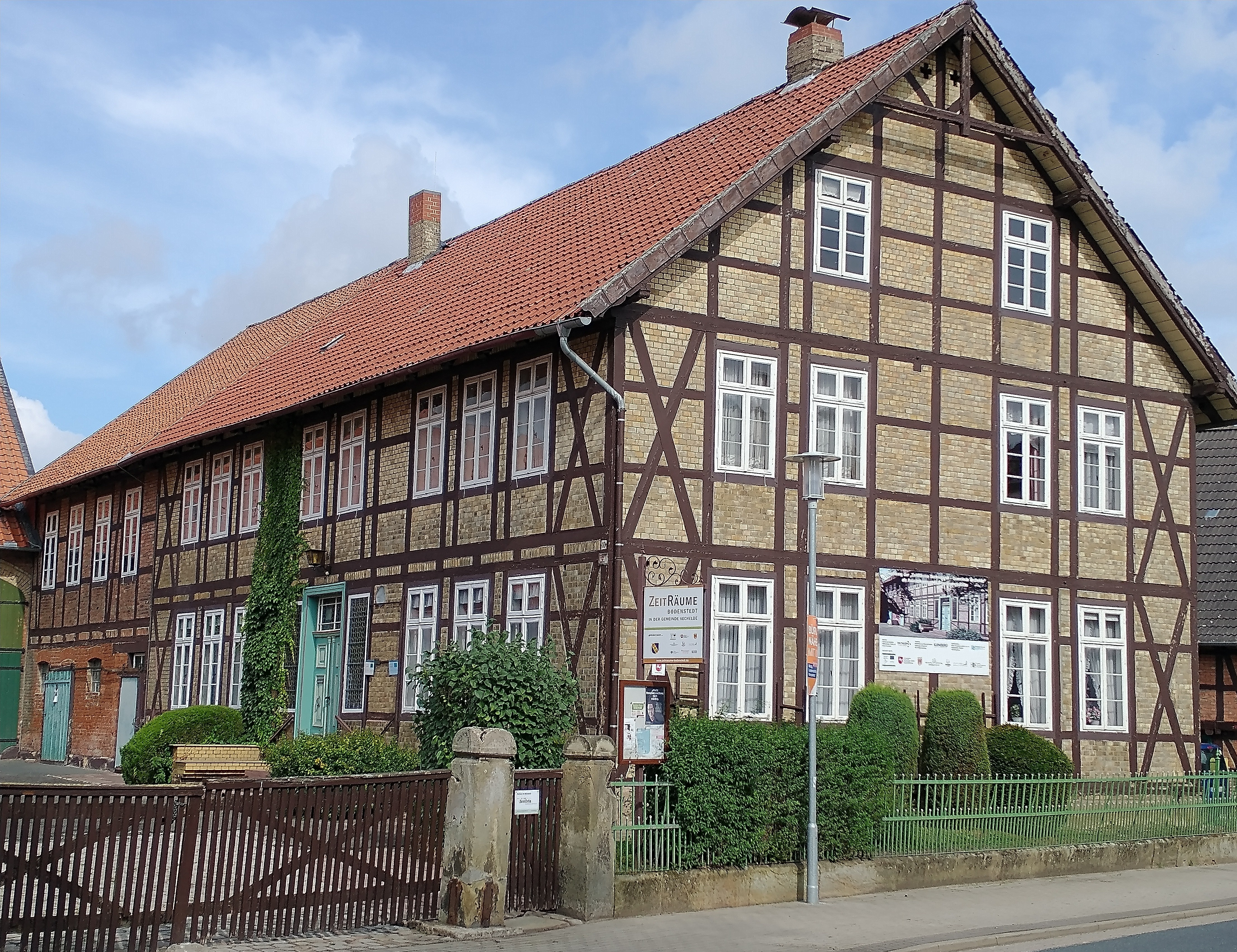
Zeiträume Bodenstedt

## Infrastruktur

### Freiwillige Feuerwehr
Die Freiwillige Feuerwehr Vechelde besteht aus 13 Ortsfeuerwehren. Diese gliedern sich zurzeit in eine Schwerpunktfeuerwehr, drei Stützpunktfeuerwehren und neun Grundausstattungsfeuerwehren.

### Bildung
Im Zentralort befinden sich Schulen der allgemeinbildenden Schulformen der Sekundarstufe I (Hauptschule, Realschule und Gymnasium) und eine Grundschule für die Jahrgangsklassen 1 bis 4. Das Schulgebäude der Orientierungsstufe Vechelde wurde 2004 zum Gymnasium umgestaltet.
Weitere Grundschulen und Niederlassungen der Grundschule Vechelde existieren in den Ortsteilen Bettmar, Sierße, Vallstedt und seit 1997 im Ortsteil Wedtlenstedt, dem nach dem Zentralort Vechelde zweitgrößten Ortsteil der Gemeinde.
Grundschulen
- Albert-Schweitzer-Schule, Grundschule mit Schulkindergarten, Vechelde
  - Grundschule Außenstelle Bettmar
  - Grundschule Außenstelle Sierße
- Heinrich-Kielhorn-Schule, Vallstedt
- Grundschule Löwenherz, Wedtlenstedt

Hauptschule
- Albert-Schweitzer-Schule, Vechelde

Realschule
- Realschule Vechelde, Vechelde

Gymnasium
- Julius-Spiegelberg-Gymnasium, Vechelde

### Verkehr
Durch einen Halt an der Bahnstrecke Hannover–Braunschweig besitzt die Gemeinde Anschluss zum Schienenpersonennahverkehr.
Durch den Osten des Gemeindegebietes führt in Nord-Süd-Ausrichtung der Stichkanal Salzgitter, eine Bundeswasserstraße, die den Mittellandkanal mit den Hafenanlagen der Stadt Salzgitter verbindet. Der Yachthafen Heidanger am Stichkanal Salzgitter bei Wedtlenstedt bietet 90 Liegeplätze.
Über die Bundesstraße B 65 ist das Gemeindegebiet mit der Kreisstadt Peine verbunden. Die B 1 führt ostwärts nach Braunschweig, in westsüdwestlicher Richtung führt sie nach Hildesheim.